# Fizi
Fizi är ett territorium i Kongo-Kinshasa. Det ligger i provinsen Södra Kivu, i den östra delen av landet, 1 500 km öster om huvudstaden Kinshasa. Antalet invånare är 1 093 926. Arean är 15 789 kvadratkilometer.